# Snaphaneegen
Snaphaneegen er en eg, hvor svenskerne under de skånske krige i 1600-tallet hængte døde snaphaner op, efter at de var blevet slået ihjel. Snaphanerne var danske friskytter i Skåne. Der findes endnu snaphaneege, som står den dag i dag, ved Vanås Slot og i Sølvesborg i Blekinge.